# Custode Marcucci

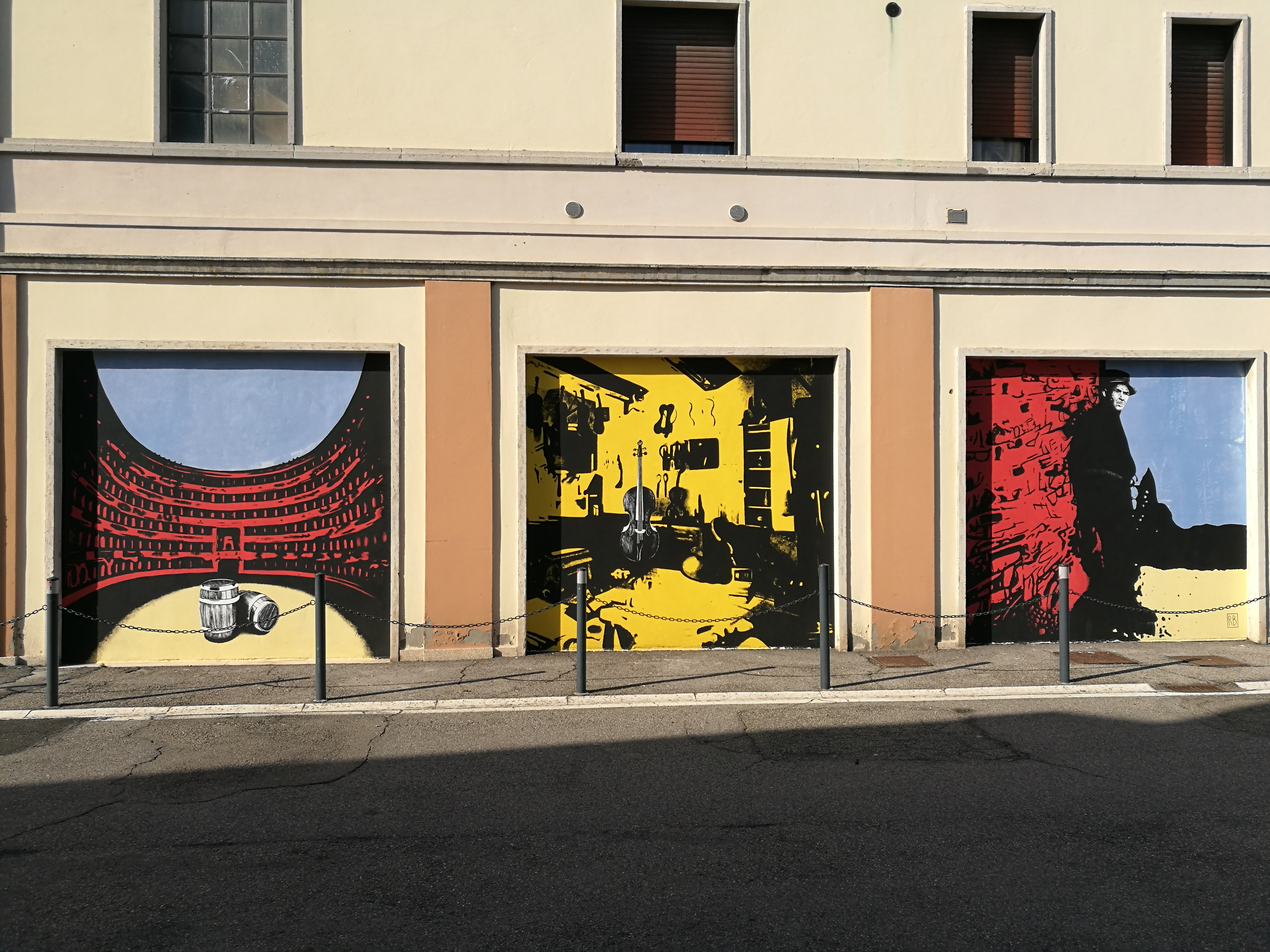
Sant'Agata sul Santerno, Dipinti di arte urbana dedicati al liutaio Custode Marcucci realizzati da Riccardo Buonafede.

Custode Marcucci (Lugo, 20 agosto 1864 – Sant'Agata sul Santerno, 3 dicembre 1951) è stato un liutaio italiano.

## Biografia
Nato nella campagna lughese, si trasferì giovane con la famiglia a Sant'Agata sul Santerno, dove visse il resto della sua vita. Fino all'età di quindici anni lavorò la terra assieme ai genitori, i quali nel 1880 si diedero ad altro mestiere. In tale circostanza avviò un'attività in proprio facendo il bottaio e costruendo gambe di legno per i mutilati fornite di un meccanismo ingegnoso da lui ideato. A diciannove anni abbracciò la liuteria specializzandosi nella costruzione di violoncelli e contrabbassi, dando vita alla «Premiata fabbrica di istrumenti ad arco - S. Agata sul Santerno». Il 13 ottobre 1894 sposò Annunziata Dalla Chiusa, dalla quale ebbe ben otto figli, nell'ordine: Adelcise, Aurelio, Lucia, Pietro, Cecilia, Francesco, Michele e Libero.
Di carattere riservato e taciturno, fu soprannominato Urlôn ("strillone" in romagnolo) dai suoi concittadini. Morì nel 1951; la sua tomba è nel cimitero comunale. Il comune di Sant'Agata sul Santerno ha intitolato a Marcucci nel 1989 la scuola di musica cittadina.
Nel suo comune d'adozione il liutaio è inoltre ricordato con una lapide commemorativa posta all'interno del municipio nel 1952, con l'intitolazione di una via e con una serie di murales realizzati in via Mazzini dall'artista di strada Riccardo Buonafede. 
Intervista a La Nazione di Giuseppe Ettorre (primo contrabbasso solista dell'Orchestra e della Filarmonica della Scala)

## Produzione strumentale
Noto specialmente per i suoi contrabbassi, fu un autore prolifico (si stima l'esistenza di oltre 300 strumenti, la collocazione della maggior parte dei quali risulta però ignota).

### Alcuni strumenti
- Contrabbasso Marcucci (1891) suonato da Giuseppe Ettorre[8]
- Contrabbasso Marcucci (1898) appartenuto a Franco Muzzi[9]
- Contrabbasso Marcucci (1925) suonato da Enrico Fagone[10][11]
- Violoncello Marcucci suonato da Tiziano Berardi[12]
- Violoncello Marcucci (1920) suonato da Antonio Cortesi[13]
- Violoncello Marcucci (1947) suonato da Roberto Trainini[14][15]

### Concorso “Werther-Emilio Benzi”
In occasione del Concorso Nazionale di esecuzione per contrabbasso “Werther-Emilio Benzi” (tredicesima edizione 8/10 aprile 2020) organizzato dal Conservatorio Vivaldi di Alessandria, il 1º classificato nella categoria intitolata a Werther ed Emilio Benzi, ha ricevuto un contrabbasso modello “Custode Marcucci” del valore di 8000 euro offerto dal Maestro Liutaio Ioan Bucur.